# Cascade Surge
El Cascade Surge fue un equipo de fútbol de los Estados Unidos que alguna vez jugó en la USL Premier Development League, la cuarta liga de fútbol en importancia en el país.

## Historia
Fue fundado en el año 1995 en la ciudad de Salem, Oregon con el nombre Oregon Surge como uno de los 20 equipos de expansión de la USISL Pro League para la temporada de 1995, en la que llegaron a la semifinal divisional eliminados por el Hawaii Tsunami.
En 1996 cambiaron su nombre por el que tienen actualmente y un año después clasificaron a playoffs por segunda ocasión, pero esta vez perdieron en primera ronda ante el Yakima Reds. Luego de varias temporadas malas, el club volvió a clasificar a los playoffs en 2002 en la que perdieron en el campeonato de la conferencia ante el Southern California Seahorses 2-3, situación que se repitió la temporada siguiente pero esta vez fueron eliminados en la primera ronda ante el Orange County Blue Star.
En 2004 consiguien su primer título divisional, pero fueron eliminados en la primera ronda de los playoffs ante el Fresno Fuego. Repitieron el título divisional en 2005 y clasificaron por primera vez a la US Open Cup. En la liga llegaron a la final de la conferencia, perdiendo ante el Orange County Blue Star y en la copa los eliminó en primera ronda el Salinas Valley Samba de la NPSL.
Posterior al 2005, el club no volvió a clasificar a los playoffs ni a la US Open Cup y el 13 de octubre del 2009 su entonces presidente David Irby anunció que el club abandonaría la USL Premier Development League y la desaparición oficial del club debido a la crisis económica de 2008 que afrontaba Estados Unidos.

## Palmarés
- USL PDL Northwest Division: 2

2004, 2005

## Temporadas
| Año  | División | Liga             | Temporada Regular | Playoffs                 | US Open Cup          |
| ---- | -------- | ---------------- | ----------------- | ------------------------ | -------------------- |
| 1995 | 3        | USISL Pro League | 2º, Northwest     | Final Divisional         | No clasificó         |
| 1996 | 3        | USISL Pro League | 6º, Western       | No clasificó             | No clasificó         |
| 1997 | 4        | USISL PDSL       | 3º, Northwest     | Semifinal Divisional     | No clasificó         |
| 1998 | 4        | USISL PDSL       | 4º, Northwest     | Semifinal Divisional     | No clasificó         |
| 1999 | 4        | USL PDL          | 6º, Northwest     | No clasificó             | No clasificó         |
| 2000 | 4        | USL PDL          | 5º, Northwest     | No clasificó             | No clasificó         |
| 2001 | 4        | USL PDL          | 4º, Northwest     | No clasificó             | No clasificó         |
| 2002 | 4        | USL PDL          | 3º, Northwest     | Final de Conferencia     | No clasificó         |
| 2003 | 4        | USL PDL          | 2º, Northwest     | Semifinal de Conferencia | No clasificó         |
| 2004 | 4        | USL PDL          | 1º, Northwest     | Semifinal de Conferencia | No clasificó         |
| 2005 | 4        | USL PDL          | 1º, Northwest     | Final de Conferencia     | Ronda Clasificatoria |
| 2006 | 4        | USL PDL          | 6º, Northwest     | No clasificó             | No clasificó         |
| 2007 | 4        | USL PDL          | 7º, Northwest     | No clasificó             | No clasificó         |
| 2008 | 4        | USL PDL          | 7º, Northwest     | No clasificó             | No clasificó         |
| 2009 | 4        | USL PDL          | 4º, Northwest     | No clasificó             | No clasificó         |

## Estadios
- Legion Field; Woodburn, Oregon (2003)
- McNary High School Ground; Keizer, Oregon, 1 juego (2003)
- McCulloch Stadium; Salem, Oregon (1995–2002, 2004–2009)

## Entrenadores
| - Jeff Enquist (1996) - Dan Birkey (1996) - David Irby (1997-2001) | - Miguel Camarena (2001-2003) - Phil Wolf (2004) - Martin Rennie (2005) | - Gary McIntosh (2006–2007) - Larry Delamarter (2008) - Mike Alfers (2009) |